# Per mio figlio
Per mio figlio (Moka) è un film del 2016 diretto da Frédéric Mermoud, tratto dal romanzo Moka di Tatiana de Rosnay.

## Trama
Diane Kramer ha un’unica ossessione: trovare il conducente dell’auto che ha investito e ucciso suo figlio, devastandole la vita. Con l’aiuto di un investigatore privato, Diane raccoglie alcuni indizi che la portano verso il principale sospettato: una donna bionda proprietaria di una Mercedes color caffè. Con una valigia e poche cose, decide di trasferirsi nella cittadina dove è stata segnalata l’auto incriminata. Dopo giorni di ricerca, Diane risale all’identità della proprietaria dell’auto: Marlène, misteriosa ed elegante titolare di una profumeria del centro. Da quel momento Diane inizia ad insinuarsi silenziosamente nella vita di Marlène, stabilendo con lei un legame particolare. Ma la strada della vendetta si rivela ben presto più tortuosa di quello che pensava, tuttavia Diane è sempre più decisa a farsi giustizia da sola: per se stessa e per suo figlio.

## Produzione
Le riprese, iniziate l'8 settembre e finite il 24 ottobre 2015, sono avvenute nell'Alta Savoia e intorno al Lago Lemano.

## Distribuzione
Il film è uscito al Festival di Locarno il 4 agosto 2016. L'uscita nelle sale italiane è prevista per il 17 novembre dello stesso anno.

## Riconoscimenti
- 2016 - Festival di Locarno
  - Variety Piazza Grande Award